# Bosányi Béla
Bosányi Béla, Bossányi, Boszkowitz (Székesfehérvár, 1858. szeptember 19. – Budapest, Józsefváros, 1919. április 10.) fürdőorvos, királyi tanácsos, Nyerges Ágnes (1920–1988) újságíró nagyapja.

## Életpályája
Bosányi Zsigmond (1831–1896) és Adler Janka (1837–1906) fiaként született zsidó családban. Tanulmányait a Pesti Királyi Tudományegyetemen és a Bécsi Egyetemen végezte, s utóbbin 1883-ban kapta meg orvosi oklevelét. 1885 őszén az olaszországi Meranóban telepedett le. 1892-ben elfogadta a budapesti Szent Lukács gyógyfürdő rendelő főorvosi állását. 1894-ben Fürdői Lapok címmel egy havonta kétszer megjelenő lapot indított, melynek szerkesztője és kiadó-tulajdonosa volt. 1898 szeptemberében Preisz Hugóval együtt részt vett a Liège-ben megrendezett nemzetközi balneológiái kongresszuson. A következő évben királyi tanácsosi címmel tüntették ki a közegészségügy terén szerzett érdemeinek elismeréséül.  1903 és 1914 között a Budapesti Orvosi Újság Fürdő- és vízgyógyászat című mellékletének szerkesztője volt. 1907 áprilisában kitüntették a szerb királyi Szent Száva-rend III. osztályú érdemrendjével, majd ugyanezen év júniusában a közegészségügy terén és a véderő érdekében szerzett érdemei elismeréséül az uralkodótól megkapta a Ferenc József-rend tiszti keresztjét. 1910-ben a budapesti Sáros fürdőhöz került igazgató-főorvosi tisztségbe, majd a helyén létrehozott Gellért gyógyfürdőnek szintén igazgatója lett. Több magyar és külföldi folyóirat munkatársa volt. A Galilei szabadkőműves páholy főmesterévé választotta. A proletárdiktatúrától tartva öngyilkos lett.

## Családja
Felesége Grünbaum Gizella (1866–1919) volt, Grünbaum Vilmos és Fein Paulina lánya, akivel 1897. február 9-én Budapesten kötött polgári házasságot.
- Bosányi Margit (1888–1964). Első férje Bauer Aurél mérnök, második házastársa Fülöp Zsigmond (1882–1948) volt.
- Bosányi Béla István (1890–1913) orvostan-hallgató.
- Bosányi György (1894–?) vegyészmérnök. Felesége Maitinszky (Steinschneider) Olga (1895–1935) volt.

## Művei
- 1889 Az uj kastély. Magyar Szemle 1
- A köszvény különös tekintettel a gyógykezelésre és életmódra. Monográfia. (Budapest, Singer és Wolfner)
- A téli thermalis kúrák és a meghűlés kérdése (Orvosi Hetilap, 1903, 52.)
- 1905 Der Winter- und Sommer-Kurort Sct.-Lukasbad - Heisse und laue Schwefelthermen zum Gebrauche für Aerzte und Kranke. Budapest.